# Ulanhu
Ulanhu, född 23 december 1906 i Tümed-baneret, Inre Mongoliet, Qingimperiet, död 8 december 1988 i Peking, var en kommunistisk politiker i Kina av mongoliskt ursprung som grundade den autonoma regionen Inre Mongoliet.
Ulanhu föddes i en familj från tümed-baneret som var starkt påverkad av kinesisk kultur. Han hade därför kinesiska som modersmål och lärde sig aldrig tala mongoliska ordentligt. Hans ursprungliga namn var Yunze, men han blev känd i Kina som Ulanhu, vilket betyder "den röde sonen" på mongoliska.
Ulanhu fick sin utbildning i en mongolisk-tibetansk skola i Peking, där han lärde känna akademikern och kommunisten Li Dazhao. 1925 gick Ulanhu med i Kinas kommunistiska parti och skickades till Sun Yat-sen-universitetet i Moskva för att studera. 1929 lämnade han Moskva och reste till Mongoliska folkrepubliken, varifrån han under en kort till arbetade för lösgöra det mongoliska området Hulun Buir från Republiken Kina. När han återvände till Kina 1930 fick han ansvar för att mobilisera etniska mongoler för partiets räkning.
Under det kriget mot Japan uppbar han en rad viktiga positioner och var med om att stoppa de japanska styrkornas framryckning mot Hohhot. Under det kinesiska inbördeskriget tjänstgjorde han bland annat som kommunistisk befälhavare i slaget om Pingjin och slaget om Liaoshen. Han var med att grunda den autonoma regionen Inre Mongoliet 1947, två år innan Folkrepubliken Kina etablerats, och var regionens överhuvud ända fram till dess att han utsattes för svåra förföljelser under Kulturrevolutionen 1966.
Han rehabiliterades 1973 och innehöll därefter en rad viktiga positioner i kommunistpartiet och folkregeringen.